# 高淳 (1956年)
高淳（1956年12月—），汉族，四川犍为人，中华人民共和国国企高管。

## 生平
1986年4月加入中国共产党。1978年6月至1987年10月，任职于四川省交通运输技工学校。1987年10月起，历任四川省交通厅人事处副处长、直属机关党委副书记、公路规划勘察设计研究院党委书记。2002年6月，任四川交通职业技术学院党委书记。2004年12月，任四川高速公路建设开发总公司董事长。2006年12月，任四川高速公路建设开发总公司董事长、党委书记，四川成渝高速公路股份有限公司党委书记。2010年6月，任四川省交通投资集团有限责任公司党委委员、总经理，四川高速公路建设开发总公司党委书记、董事长，四川成渝高速公路股份有限公司党委书记。2012年9月，任四川省投资集团有限责任公司党委委员、副董事长、总经理。2016年1月，任四川省投资集团有限责任公司党委副书记、副董事长、总经理。2017年7月，被免职。2019年1月，因涉嫌严重违纪违法，接受纪律审查和监察调查。